# D12
A D12 egy amerikai rap/horrorcore formáció volt. Legismertebb számuk a My Band. A zenekar leginkább arról lett híres, hogy ez volt a népszerű rapper, Eminem legelső formációja. Jelenlegi tagjai: Eminem, Bizarre, Mr. Porter és Swifty McVay. Volt tagok: Bugz és Proof. Bugz 1999-ben elhunyt, 2006-ban Proof is meghalt.
A D12 lemezei a slágerlisták élére kerültek az Egyesült Államokban, az Egyesült Királyságban és Ausztráliában is a 2000-es évek elején.

## Története
1995-ben alakultak meg Detroitban. Az elnevezés eredetileg a „The Dirty Dozen” (A piszkos tizenkettő) című filmre utalt, de később D-Twizzy, D-Twizzle és Detroit Twelve neveket is elkezdtek használni. 
A formáció Eminem szólókarrierjének nagy sikere miatt jött létre. Pályafutásuk alatt két nagylemezt dobtak piacra. 2005-ben feloszlottak. 2007-től 2017-ig megint aktívak voltak. 2018-ban feloszlottak. Eminem jelenleg szóló karrierjére koncentrál.
Az együttes több rapperrel is összeveszett, többek között rivalizáltak a Natas nevű rap csoporttal, de ellenségeskedtek már Canibusszal is, illetve még maga Eminem is összeveszett a zenekar tagjaival, amelynek következtében Eminem Royce da 5'9-al kezdett kollaborálni, aki a Bad Meets Evil csoportban szerepel.

## Diszkográfia
- Devil’s Night (stúdióalbum, 2001)
- D12 World (stúdióalbum, 2004)